# Patton Village
Patton Village – miasto w Stanach Zjednoczonych, w stanie Teksas, w hrabstwie Montgomery.